# Sir Douglas Quintet
Het Sir Douglas Quintet was een Amerikaanse rockband.

## Carrière
Het Sir Douglas Quintet werd opgericht door de Texaan Doug Sahm, die sinds zijn jeugd muzikaal actief was en reeds meerdere bands had opgericht, en zijn schoolvriend Augie Meyers. Verdere bandleden waren Jack Barber (bas), Johnny Perez (drums) en Leon Beatty (percussie), die al vroeg werd vervangen door Frank Morin (saxofoon). Hun naam dankte de band aan hun producent Huey Meaux, die hen in het zog van de zogenaamde Britse Invasie op de markt wilde brengen met een Brits klinkende naam, hetgeen vervolgens ook functioneerde. Het Sir Douglas Quintet had met She's About a Mover en The Rains Came bij Meaux' eigen label Tribe hun eerste singlehits. Een arrestatie wegens het bezit van marihuana op het vliegveld van Corpus Christi in 1966 beëindigde het succesverhaal echter aanvankelijk. Sahm ontbond de band en verhuisde naar de hippie-metropool San Francisco. Producer Meaux stelde uit het materiaal van de opnamesessies een eerste lp samen met de misleidende titel The Best of The Sir Douglas Quintet. De song She's About a Mover werd later opgenomen in de Rock and Roll Hall of Fame in de lijst van de 500 songs, die het meest bepalend zijn geweest voor de rock-'n-roll.
Een nieuwe start begon Sahm met de nieuw geformeerde Sir Douglas Quintet in 1968 in San Francisco bij het label Mercury Records, vervolgens met het succesloze blues- en door jazz beïnvloede album Honkey Blues. Met de single Mendocino en de terugkeer van Meyers en Perez kwam dan in 1969 de grote internationale doorbraak. De song werd een wereldwijd succes. In Duitsland werd de song bekend in een schlagerversie van Michael Holm. Dynamite Woman en Nuevo Laredo werden verdere internationale hits. De bezetting stabiliseerde zich met Sahm, Meyers, Morin, Perez en Harvey Kagen (bas). De stilistisch veelzijdige lp's van de band, die zich zowel aan de psychedelische Westcoast-rock als ook aan de Texaanse country- en bluestradities oriënteerden, bleven met zekerheid achter met hun verkoopcijfers, tegen de verwachtingen van het label in.
Het album The Return of Doug Saldana (1971), dat weer sterk was georiënteerd aan blues, markeerde de terugkeer van de band in Texas. De bandleden begonnen geleidelijk uit elkaar te groeien en er kwamen nieuwe personele wijzigingen. Het laatste karwei voor Mercury Records was de single Michoachan (1972), een bijdrage aan de soundtrack voor de film Cisco Pike met Kris Kristofferson, waarin Sahm een kort optreden had als drugsdealer. Wegens zijn drugsinsinuaties werd de song definitief door de radio afgewezen. Mercury Records verloor de interesse in de band en in 1972 werd de band uiteindelijk ontbonden. Doug Sahm vervolgde zijn carrière als soloartiest bij het label Atlantic Records. Tussentijds publiceerden Meyers, Perez en Morin met Byron Farlow (gitaar, zang) als vervanger voor Doug Sahm de lp Future Tense als The Quintet, die overigens geen succes werd. Met Rough Edges verscheen een laatste album van het Sir Douglas Quintet bij Mercury Records, dat werd samengesteld uit singles, B-kanten en tot dusver niet gepubliceerd materiaal.

## Reünies in de jaren 1980 en 1990
Aan het begin van de jaren 1980 kwam het tot een nieuwe versie van het Sir Douglas Quintet met Sahm, Meyers, Alvin Crow (gitaar, zang, viool), Speedy Sparks (bas) en Shawn Sahm (gitaar). Op de lp Border Wave (1981) en de single Sheila Tequila mengde het kwintet zijn typische tex-mex-sound met new wave-pop. Het Sir Douglas Quintet van de jaren 1980 tekende bij het Zweedse label Sonet Records en was ondertussen in Europa meer gevraagd dan in de Verenigde Staten. Ondertussen had Louis Ortega zich bij de band vervoegd als vervanger van Alvin Crow. Met Meet Me In Stockholm uit de lp Midnight Sun, die in de Verenigde Staten helemaal niet werd gepubliceerd, had de band een grote hit in Zweden. In 1985 ging de band weer uit elkaar.
Een laatste opstanding van het Sir Douglas Quintet was op komst in 1994, toen Doug Sahm voor het album Day Dreaming At Midnight de bandnaam weer gebruikte. Intussen zaten Doug Clifford van Creedence Clearwater Revival en Sahms zoons Shawn en Shandon ook in het bootje. Met Doug Sahms dood in november 1999 stierf ook het Sir Douglas Quintet voorgoed.
In 2006 publiceerde het label New West Records in zijn reeks met archiefopnamen uit het tv-programma Austin City Limits onder de titel Live From Austin, Texas een concertopname van het Sir Douglas Quintet uit 1981 op cd en dvd.

## Discografie

### Singles
- 1965: She's About A Mover
- 1966: The Rains Came
- 1969: Mendocino
- 1969: Dynamite Woman
- 1970: Nuevo Laredo
- 1970: What About Tomorrow

### Albums
- 1968: Honkey Blues (Smash/Mercury Records)
- 1969: Mendocino (Smash/Mercury Records)
- 1970: Together After Five (Smash/Mercury Records)
- 1970: 1+1+1=4 (Philips/Mercury Records)
- 1971: The Return of Doug Saldaña (Philips/Mercury Records)
- 1973: Rough Edges (Mercury Records)
- 1977: Live Love (Texas Re-Cord)
- 1981: Border Wave (Chrysalis Records)
- 1983: Live Texas Tornado (Takoma)
- 1983: Midnight Sun (Sonet Records)
- 1983: Quintessence (Sonet Records)
- 1984: Rio Medina (Sonet Records)
- 1985: Luv Ya' Europe (Sonet Records)
- 1994: Day Dreaming at Midnight (Elektra Records/Nonesuch)
- 2006: Live from Austin, Texas (New West Records)

### Compilaties
- 1966: The Best of the Sir Douglas Quintet (Tribe)
- 1980: The Best of the Sir Douglas Quintet (Takoma)
- 1988: Sir Doug's Recording Trip: The Mercury Years (Edsel)
- 1988: Spotlight (Sonet Records)
- 1990: The Best of Doug Sahm & the Sir Douglas Quintet 1968-1975 (Mercury Records/PolyGram)
- 1998: The Crazy Cajun Recordings (Edsel)
- 2005: The Complete Mercury Masters (Hip-O Select)
- 2008: Scandinavian Years (Universal Records)
- 2009: She's About A Mover: The Singles A's and B's 1964-1967 (Varese Sarabande)

### NPO Radio 2 Top 2000
| Nummer met noteringen in de NPO Radio 2 Top 2000 | '99  | '00  | '01 | '02  |
| ------------------------------------------------ | ---- | ---- | --- | ---- |
| Mendocino                                        | 1620 | 1511 | -   | 1940 |

1. ↑  Een '-' betekent dat het nummer niet was genoteerd en een vetgedrukt getal geeft de hoogste notering aan.
2. ↑  Deze tabel is bijgewerkt tot en met de laatste editie (2024).